# Saison 2009-2010 du Montpellier Hérault Sport Club
Maillots
Chronologie
Saison précédente Saison suivante
La saison 2009-2010 du Montpellier Hérault Sport Club a vu le club évoluer de nouveau en Ligue 1, après cinq saisons à l'échelon inférieur.
Après un très bon début de championnat, les pailladins ont terminé 5e et se sont qualifiés pour le troisième tour de qualification de la Ligue Europa 2010-2011.
Avec vingt victoires et soixante-neuf points, l'équipe a établi la meilleure performance de son histoire (elle a cependant terminé mieux classée en 1988). Le record d'affluence au stade de la Mosson a également été battu, avec 17 987 spectateurs de moyenne (et même 18 986 spectateurs de moyenne si on décompte le match à huis clos disputé contre Nancy dans un stade vide).
En coupe de France et en Coupe de la Ligue, l'équipe a cependant été éliminée dès son entrée en compétition.

## Déroulement de la saison
Après une campagne de matchs de préparation plutôt décevante, avec notamment une défaite face au Clermont Foot, club de Ligue 2, le Montpellier Hérault SC a retrouvé la Ligue 1 le 8 août 2009 face au Paris-Saint-Germain. Mené au score pendant plus de la moitié du match, les héraultais sont libérés en fin de match par une tête rageuse d'Emir Spahić dans le temps additionnel. Devant le jeu produit de nombreux spécialistes complimentent le système de René Girard qui a repris les rênes du club à la suite de Rolland Courbis.[réf. nécessaire]
Mis en confiance par ce bon premier match, les montpelliérains vont enchainer face à des candidats directs au maintien avec notamment un carton chez l'OGC Nice (3-0). Ils connaissent leur première défaite le 19 septembre au stade Vélodrome, menée quatre à zéro à la mi-temps, l'équipe réagit en seconde période en inscrivant deux buts, cette défaite est néanmoins encourageante au vu du jeu et de l'envie développés par les hommes de René Girard. Fin septembre, le club connaitra une grosse désillusion en Coupe de la Ligue, battu après prolongations par le RC Lens (3-4).[réf. nécessaire]
Le Montpellier Hérault SC continue sur sa lancée, avec trois nouvelles victoires mais va connaitre un passage à vide fin octobre avec notamment la défaite face à l'AJ Auxerre, qui sera surtout marqué par la polémique autour des propos de Louis Nicollin à la fin du match, qui traita Benoît Pedretti de Tarlouze. Toute cette agitation médiatique autour du club entraine un bilan du mois de décembre plutôt mitigé, le Montpellier Hérault SC étant capable du meilleur, victoire à Gerland (2-1), comme du pire, défaite deux buts à zéro à la Mosson face à l'AS Nancy-Lorraine. Lors du mois de novembre, le premier cas de grippe H1N1 est décelé dans l'effectif montpelliérain, par mesure de précaution, le match face à l'AS Monaco est repoussé à une date ultérieure.[réf. nécessaire]
Après l'humiliation lors du match de reprise après la trêve hivernale (4-0 face à l'AS Monaco) et l'élimination dès leur entrée en Coupe de France, les héraultais vont enchainer les victoires et occuperont la seconde place du championnat jusqu'au début du mois d'avril. Éliminé des deux coupes nationales, le club entame donc le sprint final dans les meilleures conditions, mais une série de quatre matchs nuls suivi de la défaite à domicile face à Olympique lyonnais, rétrogradent les pailladins à la 6e place, première place non-qualificative pour une coupe d'Europe.[réf. nécessaire]
Cependant, et contre toute attente, les Girondins de Bordeaux s'effondrent en fin de saison et le Montpellier Hérault SC récupère la 5e place qualificative pour la Ligue Europa et conclut magnifiquement sa saison au Parc des Princes en humiliant le Paris-Saint-Germain trois buts à un avec seulement 4 titulaires habituels au coup d'envoi.[réf. nécessaire]
Le Montpellier Hérault SC réussit ainsi une saison magnifique pour un promu en Ligue 1 principalement grâce à son centre de formation d'où sont issus la grande majorité des joueurs mais également à ses quelques internationaux : Alberto Costa, le meneur de jeu argentin qui finira meilleur passeur du club, Victor Hugo Montaño, l'attaquant colombien, meilleur buteur du club (11 buts) et Emir Spahić, capitaine de la Bosnie, qui est considéré comme un des meilleurs défenseurs centraux de la Ligue 1.[réf. nécessaire]

## Joueurs et staff

### Transferts
| Été 2009           |             |                             |                        |                    |
| Nom                | Nationalité | Transfert                   | Provenance/Destination | Division           |
| Arrivées           |             |                             |                        |                    |
| Emir Spahić        | Bosnie      | Transfert                   | MFK Lokomotiv          | Premier-Liga       |
| Romain Pitau       | France      | Transfert                   | FC Sochaux-Montbéliard | Ligue 1            |
| Geoffrey Dernis    | France      | Transfert                   | AS Saint-Étienne       | Ligue 1            |
| Cyril Jeunechamp   | France      | Transfert                   | OGC Nice               | Ligue 1            |
| Rémy Cabella       | France      | Premier contrat pro         |                        |                    |
| Younès Belhanda    | Maroc       | Premier contrat pro         |                        |                    |
| Retours de prêt    |             |                             |                        |                    |
| Anthony Scribe     | France      | Expiration de durée de prêt | Évian Thonon Gaillard  | National           |
| Départs            |             |                             |                        |                    |
| Abdelnasser Ouadah | Algérie     | Fin de contrat              |                        |                    |
| Thomas Deruda      | France      | Fin de contrat              | AC ajaccien            | Ligue 2            |
| Garry Bocaly       | France      | Retour de prêt              | Olympique de Marseille | Ligue 1            |
| Jean-Philippe Sabo | France      | Retour de prêt              | Olympique de Marseille | Ligue 1            |
| Anthony Lippini    | France      | Fin de contrat              | ES Troyes AC           | National           |
| Bruno Carotti      | France      | Fin de contrat (Retraite)   |                        |                    |
| Prêts              |             |                             |                        |                    |
| Romain Armand      | France      | Prêt                        | Clermont Foot          | Ligue 2            |
| Nicolas Sahnoun    | France      | Prêt                        | Racing de Ferrol       | Segunda División B |

| Changement d'entraineur (3 juin 2009) |             |                       |                        |          |
| Nom                                   | Nationalité | Transfert             | Provenance/Destination | Division |
| Arrivées                              |             |                       |                        |          |
| René Girard                           | France      | Libre de tout contrat |                        |          |
| Départs                               |             |                       |                        |          |
| Rolland Courbis                       | France      | Fin de contrat        |                        |          |

| Hiver 2009-2010 |             |           |                        |          |
| Nom             | Nationalité | Transfert | Provenance/Destination | Division |
| Prêts           |             |           |                        |          |
| Garry Bocaly    | France      | Prêt      | Olympique de Marseille | Ligue 1  |

## Rencontres de la saison

### Matchs amicaux
Le Montpellier HSC commence sa saison 2010-2011 avec cinq matchs de préparation au programme avant son retour en Ligue 1 après cinq ans d'absence.
| Date     | Adversaire                 | Lieu             | Résultat | Buteurs du MHSC                                                                                            | Affluence |
| 11/07/09 | Sélection lozérienne       | Mende            | 5-0      | 12e Geoffrey Dernis · 24e Victor Hugo Montaño · 27e Victor Hugo Montaño · Grégory Lacombe · Karim Aït-Fana | 1 300     |
| 18/07/09 | Rodez AF (National)        | Rodez            | 3-0      | 23e Souleymane Camara · 44e Victor Hugo Montaño · 73e Karim Aït-Fana                                       | -         |
| 22/07/09 | Toulouse FC (Ligue 1)      | Limoux           | 2-2      | 50e Younès Belhanda · 70e Tino Costa                                                                       | -         |
| 25/07/09 | Clermont Foot (Ligue 2)    | Clermont-Ferrand | 1-2      | 17e (pen.) Lilian Compan                                                                                   | 1 500     |
| 31/07/09 | Grenoble Foot 38 (Ligue 1) | Grenoble         | 0-0      | - | -         |

### Ligue 1
| Date     |            | Adversaire             | Lieu | Résultat | Buteurs du MHSC                                                  | Place | Affluence     |
| 08/08/09 | Journée 1  | Paris Saint-Germain    | Dom. | 1-1      | 90e Emir Spahić                                                  | 12e   | 29 312        |
| 15/08/09 | Journée 2  | FC Lorient             | Ext. | 2-2      | 60e Tino Costa · 66e Emir Spahić                                 | 13e   | 10 167        |
| 22/08/09 | Journée 3  | FC Sochaux             | Dom. | 2-0      | 20e (pen.) Tino Costa · 90e Karim Aït-Fana                       | 10e   | 15 295        |
| 29/08/09 | Journée 4  | OGC Nice               | Ext. | 3-0      | 4e Geoffrey Dernis · 49e Victor Hugo Montaño · 77e Lilian Compan | 4e    | 9 027         |
| 12/09/09 | Journée 5  | RC Lens                | Dom. | 1-0      | 39e (pen.) Tino Costa                                            | 3e    | 16 793        |
| 19/09/09 | Journée 6  | Olympique de Marseille | Ext. | 2-4      | 75e Younès Belhanda · 88e (pen.) Souleymane Camara               | 7e    | 52 351        |
| 26/09/09 | Journée 7  | US Boulogne CO         | Dom. | 1-0      | 78e Nenad Džodić                                                 | 4e    | 13 189        |
| 03/10/09 | Journée 8  | Grenoble Foot 38       | Ext. | 3-2      | 3e Victor Hugo Montaño · 12e Nenad Džodić · 49e Nenad Džodić     | 3e    | 14 876        |
| 17/10/09 | Journée 9  | AS Saint-Etienne       | Dom. | 2-1      | 55e Karim Aït-Fana · 61e Souleymane Camara                       | 2e    | 22 953        |
| 24/10/09 | Journée 10 | Stade rennais FC       | Ext. | 0-3      | -                                                                | 4e    | 23 311        |
| 16/12/09 | Journée 11 | Girondins de Bordeaux  | Dom. | 0-1      | -                                                                | 3e    | 26 366        |
| 31/10/09 | Journée 12 | AJ Auxerre             | Ext. | 1-2      | 90e Nenad Džodić                                                 | 4e    | 11 373        |
| 07/11/09 | Journée 13 | Valenciennes FC        | Ext. | 1-1      | 2e Victor Hugo Montaño                                           | 6e    | 12 633        |
| 22/11/09 | Journée 14 | Lille OSC              | Dom. | 2-0      | 65e Victor Hugo Montaño · 87e Victor Hugo Montaño                | 5e    | 14 346        |
| 13/01/10 | Journée 15 | AS Monaco              | Ext. | 0-4      | -                                                                | 3e    | 5 763         |
| 05/12/09 | Journée 16 | Le Mans UC             | Dom. | 2-1      | 12e Karim Aït-Fana · 73e Lilian Compan                           | 2e    | 13 272        |
| 13/12/09 | Journée 17 | Toulouse FC            | Ext. | 1-0      | 11e Souleymane Camara                                            | 2e    | 17 569        |
| 19/12/09 | Journée 18 | AS Nancy-Lorraine      | Dom. | 0-2      | -                                                                | 5e    | 0 (huis clos) |
| 23/12/09 | Journée 19 | Olympique lyonnais     | Ext. | 2-1      | 53e Victor Hugo Montaño · 86e Joris Marveaux                     | 3e    | 37 963        |
| 17/01/10 | Journée 20 | OGC Nice               | Dom. | 1-0      | 57e Souleymane Camara                                            | 3e    | 12 954        |
| 20/01/10 | Journée 21 | RC Lens                | Ext. | 1-0      | 86e Victor Hugo Montaño                                          | 2e    | 29 784        |
| 30/01/10 | Journée 22 | Olympique de Marseille | Dom. | 2-0      | 49e Karim Aït-Fana · 77e (csc) Benoît Cheyrou                    | 2e    | 29 051        |
| 06/02/10 | Journée 23 | US Boulogne CO         | Ext. | 2-0      | 27e Souleymane Camara · 90e Victor Hugo Montaño                  | 2e    | 11 900        |
| 13/02/10 | Journée 24 | Grenoble Foot          | Dom. | 1-0      | 28e Victor Hugo Montaño                                          | 2e    | 14 129        |
| 20/02/10 | Journée 25 | AS Saint-Etienne       | Ext. | 0-1      | -                                                                | 2e    | 24 117        |
| 27/02/10 | Journée 26 | Stade rennais FC       | Dom. | 3-1      | 25e Joris Marveaux · 37e Joris Marveaux · 82e Souleymane Camara  | 2e    | 15 726        |
| 07/03/10 | Journée 27 | Girondins de Bordeaux  | Ext. | 1-1      | 90e Tino Costa                                                   | 2e    | 27 494        |
| 13/03/10 | Journée 28 | AJ Auxerre             | Dom. | 1-1      | 66e Tino Costa                                                   | 2e    | 19 320        |
| 21/03/10 | Journée 29 | Valenciennes FC        | Dom. | 2-1      | 5e Victor Hugo Montaño · 58e Joris Marveaux                      | 2e    | 16 183        |
| 28/03/10 | Journée 30 | Lille OSC              | Ext. | 1-4      | 46e Souleymane Camara                                            | 2e    | 16 545        |
| 03/04/10 | Journée 31 | AS Monaco              | Dom. | 0-0      | -                                                                | 2e    | 19 675        |
| 10/04/10 | Journée 32 | Le Mans UC 72          | Ext. | 2-2      | 13e Karim Aït-Fana · 34e (pen.) Souleymane Camara                | 4e    | 9 821         |
| 18/04/10 | Journée 33 | Toulouse FC            | Dom. | 1-1      | 32e Tino Costa                                                   | 4e    | 19 299        |
| 24/04/10 | Journée 34 | AS Nancy-Lorraine      | Ext. | 0-0      | -                                                                | 4e    | 16 361        |
| 02/05/10 | Journée 35 | Olympique lyonnais     | Dom. | 0-1      | -                                                                | 6e    | 25 767        |
| 05/05/10 | Journée 36 | FC Sochaux-Montbéliard | Ext. | 1-0      | 72e Tino Costa                                                   | 5e    | 12 281        |
| 08/05/10 | Journée 37 | FC Lorient             | Dom. | 2-1      | 30e (pen.) Victor Hugo Montaño · 43e (pen.) Souleymane Camara    | 5e    | 18 071        |
| 15/05/10 | Journée 38 | Paris Saint-Germain    | Ext. | 3-1      | 16e Geoffrey Dernis · 58e Geoffrey Dernis · 47e Lilian Compan    | 5e    | 32 124        |

### Coupe de France
| Date     | Tour            | Adversaire       | Lieu | Résultat   | Buteurs du MHSC                                     | Affluence |
| 23/01/10 | 1/32e de finale | Grenoble Foot 38 | Ext. | 2-3 (a.p.) | 39e (pen.) Victor Hugo Montaño · 83e Karim Aït-Fana | 4 786     |

### Coupe de la Ligue
| Date     | Tour            | Adversaire | Lieu | Résultat   | Buteurs du MHSC                                                | Affluence |
| 23/09/09 | 1/16e de finale | RC Lens    | Dom. | 3-4 (a.p.) | 11e Grégory Lacombe · 45e Grégory Lacombe · 69e Karim Aït-Fana | 4 058     |

## Statistiques

### Statistiques collectives
| Compétition       | Débute au tour | Place ou tour final | Matches joués | Gagnés | Nuls | Perdus | Buts pour | Buts contre | Différence |
| Ligue 1           | -              | 5e                  | 38            | 20     | 9    | 9      | 50        | 40          | +10        |
| Coupe de France   | 1/32 de finale | 1/32 de finale      | 1             | 0      | 0    | 1      | 2         | 3           | -1         |
| Coupe de la Ligue | 1/16 de finale | 1/16 de finale      | 1             | 0      | 0    | 1      | 3         | 4           | -1         |
| Total             | -              | -                   | 40            | 20     | 9    | 11     | 55        | 47          | +8         |

### Statistiques individuelles
| Numéro | Nat. | Nom         | Ligue 1 | Ligue 1     | Ligue 1 | Ligue 1      | Coupe de France | Coupe de France | Coupe de France | Coupe de France | Coupe de la Ligue | Coupe de la Ligue | Coupe de la Ligue | Coupe de la Ligue | Total | Total       | Total  | Total        |
| Numéro | Nat. | Nom         | M.j.    | But inscrit | Averti  | Carton rouge | M.j.            | But inscrit     | Averti          | Carton rouge    | M.j.              | But inscrit       | Averti            | Carton rouge      | M.j.  | But inscrit | Averti | Carton rouge |
| 1      |      | Pionnier    | 0       | 0           | 0       | 0            | 1               | 0               | 0               | 0               | 1                 | 0                 | 0                 | 0                 | 2     | 0           | 0      | 0            |
| 16     |      | Jourdren    | 38      | 0           | 2       | 0            | 0               | 0               | 0               | 0               | 0                 | 0                 | 0                 | 0                 | 38    | 0           | 2      | 0            |
| 30     |      | Carrasso    | 0       | 0           | 0       | 0            | 0               | 0               | 0               | 0               | 0                 | 0                 | 0                 | 0                 | 0     | 0           | 0      | 0            |
| 40     |      | Scribe      | 0       | 0           | 0       | 0            | 0               | 0               | 0               | 0               | 0                 | 0                 | 0                 | 0                 | 0     | 0           | 0      | 0            |
| 2      |      | Bocaly      | 12      | 0           | 0       | 0            | 0               | 0               | 0               | 0               | 0                 | 0                 | 0                 | 0                 | 12    | 0           | 0      | 0            |
| 3      |      | Yanga-Mbiwa | 36      | 0           | 10      | 0            | 1               | 0               | 0               | 0               | 0                 | 0                 | 0                 | 0                 | 37    | 0           | 10     | 0            |
| 4      |      | Dzodic      | 17      | 4           | 5       | 0            | 0               | 0               | 0               | 0               | 1                 | 0                 | 1                 | 0                 | 18    | 4           | 6      | 0            |
| 5      |      | Spahic      | 34      | 2           | 8       | 2            | 0               | 0               | 0               | 0               | 0                 | 0                 | 0                 | 0                 | 34    | 2           | 8      | 2            |
| 14     |      | Benhamida   | 3       | 0           | 0       | 0            | 1               | 0               | 0               | 0               | 0                 | 0                 | 0                 | 0                 | 4     | 0           | 0      | 0            |
| 13     |      | Vassilev    | 25      | 0           | 4       | 1            | 1               | 0               | 0               | 0               | 1                 | 0                 | 0                 | 0                 | 27    | 0           | 4      | 1            |
| 21     |      | El Kaoutari | 25      | 0           | 1       | 0            | 1               | 0               | 0               | 0               | 1                 | 0                 | 0                 | 0                 | 27    | 0           | 1      | 0            |
| 22     |      | Colombo     | 0       | 0           | 0       | 0            | 0               | 0               | 0               | 0               | 0                 | 0                 | 0                 | 0                 | 0     | 0           | 0      | 0            |
| 25     |      | Collin      | 19      | 0           | 3       | 0            | 1               | 0               | 0               | 0               | 1                 | 0                 | 0                 | 0                 | 21    | 0           | 3      | 0            |
| 27     |      | Jeunechamp  | 28      | 0           | 11      | 2            | 1               | 0               | 1               | 0               | 0                 | 0                 | 0                 | 0                 | 29    | 0           | 12     | 2            |
|        |      | Dabo        | 1       | 0           | 0       | 0            | 0               | 0               | 0               | 0               | 0                 | 0                 | 0                 | 0                 | 1     | 0           | 0      | 0            |
| 6      |      | Marveaux    | 31      | 4           | 4       | 0            | 0               | 0               | 0               | 0               | 0                 | 0                 | 0                 | 0                 | 31    | 4           | 4      | 0            |
| 7      |      | Lacombe     | 8       | 0           | 1       | 0            | 1               | 0               | 0               | 0               | 1                 | 2                 | 0                 | 0                 | 10    | 2           | 1      | 0            |
| 8      |      | Delaye      | 4       | 0           | 1       | 0            | 1               | 0               | 0               | 0               | 1                 | 0                 | 0                 | 0                 | 6     | 0           | 1      | 0            |
| 17     |      | Pitau       | 36      | 0           | 6       | 0            | 0               | 0               | 0               | 0               | 0                 | 0                 | 0                 | 0                 | 36    | 0           | 6      | 0            |
| 20     |      | Costa       | 31      | 7           | 9       | 1            | 1               | 0               | 0               | 0               | 1                 | 0                 | 0                 | 0                 | 33    | 7           | 9      | 1            |
| 23     |      | Saihi       | 26      | 0           | 1       | 0            | 1               | 0               | 0               | 0               | 1                 | 0                 | 0                 | 0                 | 28    | 0           | 1      | 0            |
| 28     |      | Cabella     | 0       | 0           | 0       | 0            | 0               | 0               | 0               | 0               | 0                 | 0                 | 0                 | 0                 | 0     | 0           | 0      | 0            |
| 29     |      | Belhanda    | 33      | 1           | 6       | 1            | 0               | 0               | 0               | 0               | 1                 | 0                 | 1                 | 0                 | 34    | 1           | 7      | 1            |
| 10     |      | Compan      | 13      | 3           | 1       | 0            | 1               | 0               | 0               | 0               | 1                 | 0                 | 1                 | 0                 | 15    | 3           | 2      | 0            |
| 11     |      | Montaño     | 36      | 11          | 11      | 0            | 1               | 1               | 0               | 0               | 0                 | 0                 | 0                 | 0                 | 37    | 12          | 11     | 0            |
| 12     |      | Dernis      | 15      | 3           | 1       | 0            | 1               | 0               | 0               | 0               | 0                 | 0                 | 0                 | 0                 | 16    | 3           | 1      | 0            |
| 18     |      | Aït-Fana    | 33      | 5           | 5       | 0            | 1               | 1               | 0               | 0               | 1                 | 1                 | 0                 | 0                 | 35    | 7           | 5      | 0            |
| 19     |      | Camara      | 38      | 9           | 3       | 0            | 0               | 0               | 0               | 0               | 1                 | 0                 | 1                 | 0                 | 39    | 9           | 4      | 0            |
| 24     |      | Koïta       | 6       | 0           | 0       | 0            | 0               | 0               | 0               | 0               | 1                 | 0                 | 0                 | 0                 | 7     | 0           | 0      | 0            |

### Autres statistiques
| Joueur              | Total |
| Víctor Hugo Montaño | 12    |
| Souleymane Camara   | 11    |
| Tino Costa          | 7     |
| Karim Aït-Fana      | 7     |
| Nenad Džodić        | 4     |
| Joris Marveaux      | 4     |
| Lilian Compan       | 3     |
| Geoffrey Dernis     | 3     |
| Emir Spahić         | 2     |
| Grégory Lacombe     | 2     |
| Younès Belhanda     | 1     |

| Joueur              | Total |
| Tino Costa          | 6     |
| Karim Aït-Fana      | 4     |
| Víctor Hugo Montaño | 3     |
| Souleymane Camara   | 3     |
| Younès Belhanda     | 3     |
| Joris Marveaux      | 3     |
| 10 autres joueurs   | 1     |

Buts
- Premier but de la saison :   90e Emir Spahić contre le Paris SG lors de la 1re journée de championnat
- Premier doublé :   12e   49e Nenad Džodić contre le Grenoble Foot 38 lors de la 8e journée de championnat
- But le plus rapide d'une rencontre :   2e Victor Hugo Montaño contre le Valenciennes FC lors de la 13e journée de championnat
- But le plus tardif d'une rencontre :   90e Emir Spahić et Nenad Džodić respectivement contre le Paris SG et l'AJ Auxerre lors de la 1re et de la 12e journée de championnat
- Plus grande marge : 4 buts (marge négative) 0-4 face à l'AS Monaco lors de la 15e journée de championnat
- Plus grand nombre de buts dans une rencontre : 7 buts 3-4 face au Grenoble Foot 38 lors des 16e de finale de la Coupe de la Ligue
- Victoires consécutives :3 matchs du 28 août au 12 septembre, du 26 septembre au 17 octobre, du 30 janvier au 13 février et du 5 au 15 mai
- Défaites consécutives :2 matchs du 19 au 23 septembre, du 24 au 31 octobre et du 16 au 19 décembre
- Matchs sans défaite :5 matchs du 8 août au 12 septembre
- Matchs sans victoire :6 matchs du 28 mars au 2 mai

Discipline
- Premier carton jaune :  19e Cyril Jeunechamp contre le Paris SG lors de la 1re journée de championnat
- Premier carton rouge :   33e Cyril Jeunechamp contre le Paris SG lors de la 1re journée de championnat
- Plus grand nombre de cartons dans un match : 5  26e, 31e, 55e, 68e et 89e contre le Lille OSC

Affluences
- Meilleure affluence : 29 312 spectateurs contre le Paris SG, 8 août 2009, 1re journée.
- Plus mauvaise affluence :
  - En championnat : 12 958 spectateurs contre l'OGC Nice, 17 janvier 2010, 20e journée (hors match à huis clos)
  - Autre compétition : 4 058 spectateurs contre le RC Lens, 23 septembre 2009, 1/16e de finale de la Coupe de la Ligue